# Dubas
Dubas – w XVI- XIX wieku był to flisacki statek rzeczny, używany do spławu zbóż, rzadziej artykułów leśnych lub rud metali. Był poruszany za pomocą ośmiu wioseł podczas spływu z prądem rzeki, zaś w drodze powrotnej również żagla podnoszonego na pojedynczym maszcie.
Dubas miał płaską rufę i ostro ścięty dziób. Był wyposażony w 1 lub dwa maszty, 8 wioseł i budę w której mieszkał szyper. Załogę stanowiło 8-14 flisaków. Ponieważ charakteryzował się niewielkim zanurzeniem można było wykorzystywać go do żeglugi po płytszych rzekach.  Początkowo był wykorzystywany do transportu na wschodnich terenach Rzeczypospolitej (Bugiem i Sanem do Wisły), a w XVI wieku rozpowszechnił się na całej długości Wisły. Wincenty Pol w swojej pracy pt. „Rzut oka na północne stoki Karpat” (1851) pisał: Od Krakowa na Wiśle, a od Jarosławia na Sanie chodzą galary, szkuty, dubasy i berlinki. W przypisach do wydania z roku 1862 poematu Sebastiana F. Klonowica pt. Flis, to jest Spuszczanie statków Wisłą i inszymi rzekami do niej przypadającymi edytor, Stanisław Węclewski, działający w Chełmnie na dolną Wisłą, podawał już jednak: Dubasy (dziób, dziubas) mierny statek biorący do 20 łasztów; ein Leichter, Leichschiff; dziś już dubasów ani komięg nie ma na Wiśle.
Na Wiśle statkami tymi przewożono różne towary, przede wszystkim zboże do Gdańska. Ładowność ich wynosiła 20-24 łasztów, co w przypadku zboża dawało ok. 50-65 ton. Niekiedy po przybyciu do celu statki były sprzedawane na drewno.